# Pasji trn
Pasji trn (pastrn; lat. Hippophae), biljni rod iz porodice Elaeagnaceae kojemu pripada osam vrsta  uresnog i korisnog grmlja raširenog uglavnom po Kini i Tibetu. U Europi raste H. rhamnoides, poznata kao pasji trn i vukodržica, a uvezena je i u kanadske provincije Alberta, Quebec i Saskatchewan.

## Vrste
1. Hippophae × goniocarpa Y.S.Lian & al. ex Swenson & Bartish
2. Hippophae gyantsensis (Rousi) Y.S.Lian
3. Hippophae litangensis Y.S.Lian & Xue L.Chen ex Swenson & Bartish
4. Hippophae neurocarpa S.W.Liu & T.N.He
5. Hippophae rhamnoides L.
6. Hippophae salicifolia D.Don
7. Hippophae sinensis (Rousi) Tzvelev
8. Hippophae tibetana Schltdl.

## Sinonimi
- Argussiera Bubani
- Hippophaes Asch.
- Oleaster Heist. ex Fabr.
- Rhamnoides Mill.

## Vanjske poveznice
|  | Zajednički poslužitelj ima još gradiva o temi Hippophae |
|  | Wikivrste imaju podatke o taksonu Hippophae             |